# 弗朗茨·赖歇尔特

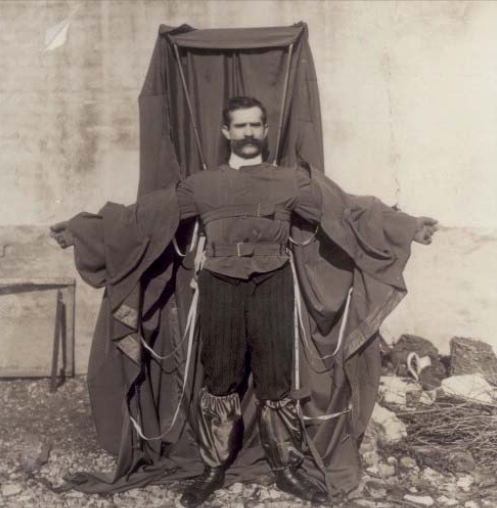
弗朗茨·赖歇尔特的“降落衣”

弗朗茨·赖歇尔特（1878年10月16日—1912年2月4日）是奥地利出生的法国裁缝、发明家和跳伞运动的先驱。人们有时称他为飞翔的裁缝（英語：Flying Tailor），以纪念他在埃菲尔铁塔最后的飞行试验。

## 早年
弗朗茨·赖歇尔特出生于波希米亚王国的什捷季（今属捷克）。1898年，他移居巴黎，之后获得法国国籍。1907年，他以年租1500法郎的价格租下了巴黎歌剧院附近加永街8号（法语：8 rue Gaillon）的三楼。他在那里开设了一家裁缝店，提供订制服装、修补等业务，主要的顾客为前往巴黎旅行的奥地利人。

## 背景
1783年，法国人路易-塞巴斯蒂安·雷诺曼研制出新型降落伞，并进行了公开实验。1785年，让-皮埃尔·布兰查德使用自制降落伞从热气球上起跳，安全完成跳伞。1797年，安德烈-雅克·加纳林用新的丝制降落伞在巴黎蒙梭公园进行了降落试验，并取得成功。19世纪末到20世纪初，人类不断探索飞机（主要是滑翔机）的制造和改进，各种航空事故接连不断。降落伞开始作为飞行员的救生工具被使用。但是直到1910年，降落伞仍然非常笨重，需要事前花很长时间安装在跳伞人身上，适合在低空飞行的飞机上起跳的快速轻便降落伞仍未问世。一位空军上校甚至投入了很多法郎悬赏征集飞行员专用安全降落伞的设计。赖歇尔特对飞行员专用降落伞的制作产生了浓厚兴趣。

## 实验
在赖歇尔特的早期制作与测试中，他用了6平方米，重约70千克的丝质材料制作了一个简易的可折叠“翅膀”。他将装有可折叠丝制“翅膀”的假人模型从五楼推下，假人轻缓地降落。然而，现实中的真人却承载不了那样的重量，并且将假人身上的“翅膀”转换成真人可穿戴的“套装”却不是那么容易。他请求法国航空俱乐部（法语：Aéro-Club de France）与他合作测试，但这个要求当即被拒绝。他们认为赖歇尔特设计的顶盖太脆弱，并试图阻止他的进一步开发。
从1910年7月开始，赖歇尔特开始独自开发一种“降落衣”：这款套装比飞行员通常穿的飞行服更加轻盈，他固定了一些支撑杆，增加了一个丝制顶盖和少量可以折叠的橡胶。他在加永街的庭院里用假人不停地进行实验，但均未取得成功。他将自己的失败归因于滑行距离太短，因此开始申请在埃菲尔铁塔进行实验。

## 埃菲尔铁塔之跳
1912年2月4日（星期日）上午7点，赖歇尔特穿好自己设计的“降落衣”，和两个朋友一起开车到达埃菲尔铁塔。《时报》形容他的“降落衣”是“带有大丝绸帽子的斗篷”。《法兰西行动报》称，他最终设计的“套装”平铺表面积为30平方米，而《费加罗报》则称表面积达到了32平方米。当天的战神广场很冷，气温低于0°C，有微风一直吹着。
我想自己尝试实验而不需要任何把戏，因为我打算证明我发明的价值。
法语原文：
《小巴黎人报》称，他的右腿和手臂被震碎，头骨和脊椎骨折，嘴、鼻子和耳朵都在出血。《费加罗报》注意到他的眼睛呈张开状态。旁观者冲到他身体前时，他已经断气了。他被带到附近的Necker医院后被正式宣布死亡。

## 事后

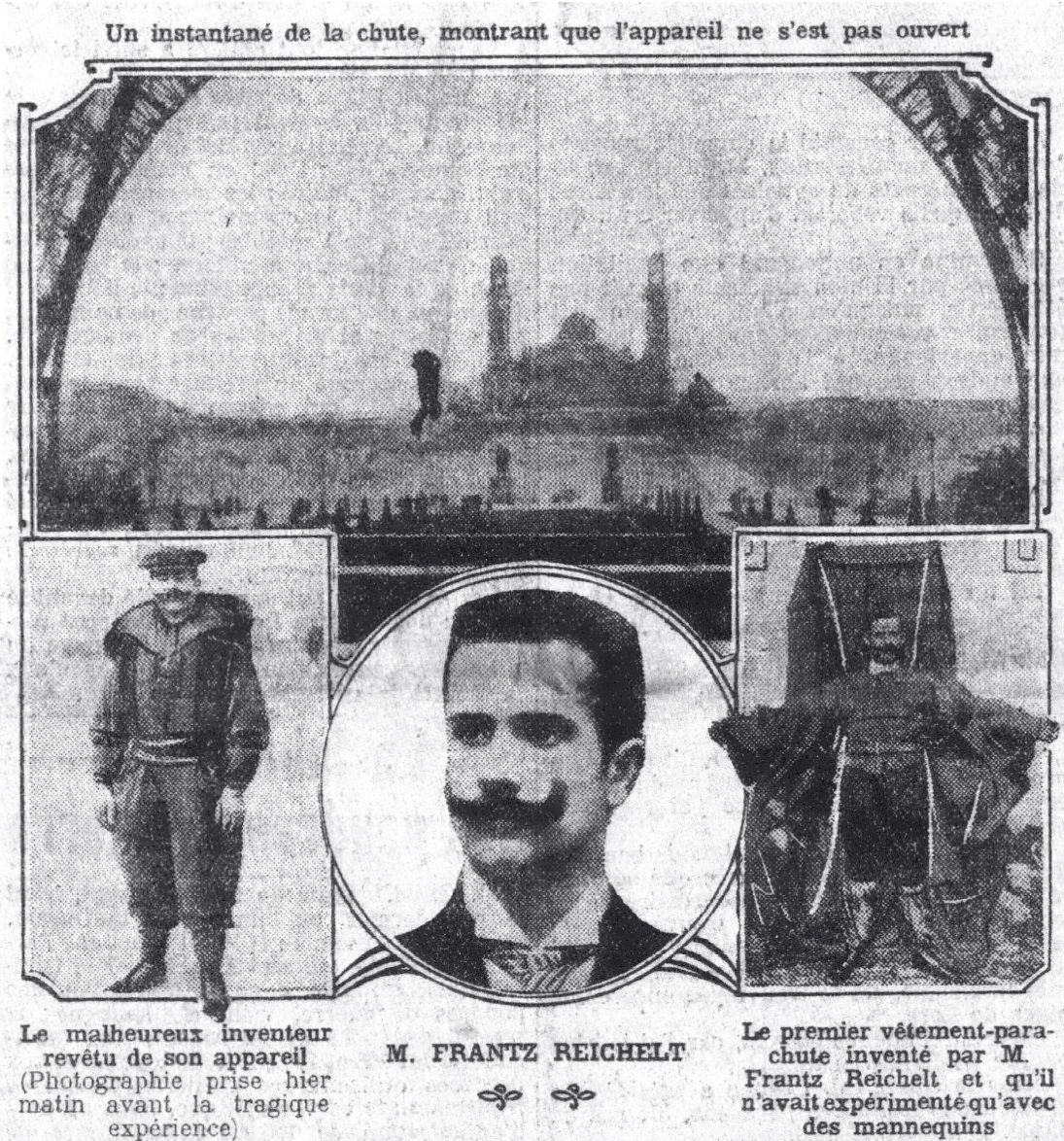
第二天，法国各大新闻报纸对弗朗茨·赖歇尔特的报道。